# Ramón Otero Pedrayo

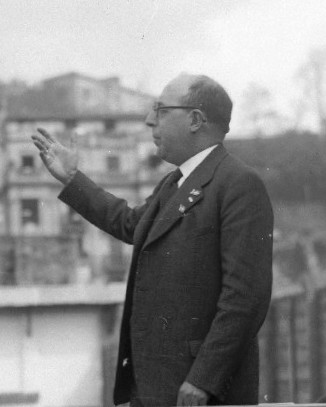
Ramon Otero Pedrayo a la taula presidencial de l'Aberri Eguna del 1933 a Sant Sebastià

Ramón Otero Pedrayo (Ourense, 1888 - Trasalba, Amoeiro, 1976) fou un escriptor i intel·lectual gallec.

## Biografia
Patriarca de les lletres gallegues, membre de la Generació Nós (Nosaltres), és un dels escriptors gallecs més importants. Va treballar diferents gèneres: assaig, novel·la, poesia... a més d'estudis científics geogràfics de la seva càtedra de la Universitat de Santiago de Compostel·la. En la Guia de Galicia, que ell va dirigir, hi ha algunes de les seves millors aportacions. Militant del Partit Galleguista va ser diputat a les Corts de la Segona República Espanyola el 1931. Entre les seves novel·les destaquen Os camiños da vida (Els camins de la vida) i O mesón dos Ermos (La fonda dels Ermos), descripció minuciosa dels costums i de la vida rural gallega. Però la més coneguda és Arredor de si (Al voltant de si) que pot considerar-se com parcialment autobiogràfica i que ens permet albirar els camins que van recórrer els integrants de la Generació Nós fins al galleguisme. En aquest sentit "autobiogràfic", Arredor de si es completa amb els articles Dels nostres temps, de Florentino López Cuevillas, i amb Nós, us inadaptados (Nosaltres, els inadaptats) de Vicente Risco, aquests dos últims apareguts en la revista Nós. Avui, la Fundació Otero Pedrayo i la Fundació Penzol guarden la biblioteca així com els documents i escrits de l'il·lustre gallec i continua la seva tasca en la casa-museu de Trasalba.

## Obra
- Pantelas, home libre (narracions curtes) (1925)
- O purgatorio de don Ramiro (narracions curtes) (1926)
- Escrito na néboa (narracions curtes) (1927)
- Os caminos da vida (novela en tres llibres) (1928)
- A lagarada (teatre) (1928)
- Arredor de si (novel·la) (1930)
- Contos do camiño e da rúa (narracions curtes) (1932)
- Fra Vernero (novel·la) (1934)
- Teatro de máscaras (teatre) (1934)
- Devalar (novel·la) (1935)
- O mesón dos Ermos (narracions curtes) (1936)
- O desengano do prioiro (teatre) (1952)
- Entre a vendima e a castiñeira (1957) (narracions curtes)
- Bocarribeira. Poemas pra ler e queimar (poesia) (1958)
- Rosalía (diàleg teatral) (1959)
- O señorito da Reboraina (novel·la) (1960)
- O fidalgo e a noite (diàleg aparentemente teatral) (1970)
- Noite compostelá (diàleg aparentemente teatral) (1973)
- O Maroutallo (1974) (narracions curtes)